# Mongolia en los Juegos Olímpicos de Pekín 2008
Mongolia estuvo representada en los Juegos Olímpicos de Pekín 2008 por un total de 28 deportistas, 14 hombres y 14 mujeres, que compitieron en 7 deportes.
El portador de la bandera en la ceremonia de apertura fue el yudoca Majgalyn Bayarjavjlan.

## Medallistas
El equipo olímpico mongol obtuvo las siguientes medallas:
| Nombre                   | Deporte | Competición    |
| ------------------------ | ------- | -------------- |
| Oro                      |         |                |
| Enjbatyn Badar-Uugan     | Boxeo   | 54 kg M        |
| Naidanguiin Tüvshinbayar | Yudo    | –100 kg M      |
| Plata                    |         |                |
| Pürevdorjiin Serdamba    | Boxeo   | 48 kg M        |
| Otryadyn Gündegmaa       | Tiro    | Pistola 25 m F |
| Bronce                   |         |                |
| —                        |         |                |